# Gesamtschule Emschertal
Die Gesamtschule Emschertal ist eine weiterführende Schule mit integrierter gymnasialer Oberstufe in Duisburg. Sie hat Standorte in den Stadtteilen Hamborn und Neumühl und wird von etwa 1000 Schülern besucht, die von etwa 100 Lehrern unterrichtet werden.

## Geschichte
Die Gesamtschule Emschertal wurde im Jahr 1991 als „Städtische Gesamtschule Duisburg Hamborn/Neumühl“ gegründet. Im ersten Schuljahr fand der Unterricht in einem Gebäudetrakt einer Nachbarschule statt, da das eigentliche Schulgebäude noch nicht errichtet war. Zum zweiten Schuljahr wurde das heutige, sich damals noch im Umbau befindliche, Gebäude bezogen. 1995 beschloss der Schulträger, dass die gymnasiale Oberstufe ab dem Schuljahr 1997/98 an einem zweiten Standort in Duisburg-Hamborn unterrichtet werden soll. Seit dem Schuljahr 2000/01 kooperierte die Gesamtschule Emschertal mit der zum Hamborner Standort benachbarten UNESCO-Projektschule, dem Clauberg-Gymnasium, um Oberstufenschülern ein breiteres Fächerangebot bieten zu können. Im gleichen Jahr wurde der Ganztagsunterricht eingeführt.
Als der Schulausschluss im November 2007 darüber entschied, dass das Clauberg-Gymnasium zum Schuljahr 2009/10 aufgelöst werden soll, übernahm die Gesamtschule Emschertal die versetzten Schüler. Nach Schließung des Clauberg-Gymnasiums wurde die neu formierte Oberstufe in das neue Schulzentrum in den Räumlichkeiten des ehemaligen Gymnasiums untergebracht.
In der Oberstufe kooperiert die Schule mit der Herbert-Grillo-Gesamtschule.
2010 benannte sich die Gesamtschule Duisburg-Neumühl/Hamborn in „Gesamtschule Emschertal“ um. Infolge dieser Umbenennung begannen unterschiedliche Kooperationen mit der Emschergenossenschaft, insbesondere zur Unterstützung naturwissenschaftlicher Projekte, wie beispielsweise zum Klimawandel und Umweltschutz. Die Emscher stellt für die Schule einen Bezugspunkt dar, da beide Standorte zwischen alter und neuer Emscher liegen und sich das 1929 errichtete Pumpwerk Schmidthorst in unmittelbarer Nähe zur Schule befindet.

## Schulleiter
- Günter Rüdell von 1991 bis 1998[12]
- K. Feuchthofen, 1998 kommissarischer Schulleiter[4]
- Ulrich Stockem von 1999 bis 2010[13]
- Christoph Hönig von 2010 bis 2021[3]
- Silvio Husung seit 2021[14]

## Architektur und Gebäude
Der Standort in Neumühl verfügt über eine in zwei Teile teilbare Sporthalle mit ausfahrbarer Tribüne und Beschallungsanlage. Das Hauptgebäude hat im obersten Stockwerk etwa 20 Küchen, die von den Schülern während der Arbeitsgemeinschaften oder anderen Veranstaltungen genutzt werden können. Im Nebengebäude befindet sich die Mensa und ein großes Foyer. Im Jahr 2012 wurde der Schulhof zum Feuchtbiotop umfunktioniert. Es werden auf dem Gelände des Schulgartens von der Bienen AG Bienen gehalten.
In Hamborn befindet sich die Mensa ebenfalls im Hauptgebäude. Auf dem Schulgelände finden sich außerdem ein vierstöckiger Turm, in dem unterrichtet wird. Die Aula bietet Sitzplätze für mehrere hundert Menschen. Beim Bau wurde insbesondere auf die Akustik Rücksicht genommen. So gibt es eine gelochte Rückwand, die den Schall absorbiert und somit Echos verhindert. An anderen Stellen an der aus Nussbaum gefertigten wellenförmigen Decke und Wänden reflektieren bestimmte Flächen den Schall, andere absorbieren ihn. Im März 2012 wurde sie restauriert und die feste „Kinobestuhlung“ durch gestaffelte Podeste ersetzt, auf denen bis zu 500 Stühle und 380 Tische Platz finden. Die Renovierungskosten lagen bei etwa 500.000 Euro. Unterhalb der dreiteiligen Turnhalle befinden sich Tischtennisräume und in einem weiteren Komplex die Clauberg-Halle, die ursprünglich als Eingang zur Aula von der Straßenseite aus genutzt wurde.
In der Nähe des Schulgeländes in Hamborn befindet sich ein Bungalow, der über drei Klassenräume und ein großes Laboratorium verfügt. Er wird für den naturwissenschaftlichen Unterricht der Oberstufe, insbesondere Chemie, benutzt und wurde zu diesem Zweck errichtet.

## Pädagogische Arbeit
Schwerpunkte des Schulprogramms sind das selbstständige, kooperative und soziale Lernen mit dem Ziel, zum individuell bestmöglichen Schulabschluss zu gelangen. Darüber hinaus soll zur „aktiven, eigenverantwortlichen Teilnahme an der Gesellschaft“ erzogen werden.
Die Schule nimmt am Comenius-Programm der Europäischen Union teil, dessen Ziel es ist, die Zusammenarbeit von Schulen aller Schulstufen und Schulformen innerhalb der Europäischen Union sowie die Mobilität von Schülern und Lehrern zu fördern. Im Schuljahr 2006/07 wurde die Gesamtschule Emschertal zu einer Korrespondenzschule des Modellprojektes Selbstständige Schule.
Die Gesamtschule Emschertal fördert parallel zum Schulalltag die Erziehung zur sinnvollen und aktiven Freizeitgestaltung sowie zur Persönlichkeitsentwicklung durch entsprechende Angebote im Fachunterricht. Im Mittelpunkt der Arbeit der zweiten Phase der Sekundarstufe I steht die Berufs- und Lebensplanung, wohingegen in der Sekundarstufe II auf die Qualifizierung zu Berufen mit höherer Ausbildungsvoraussetzung und zum Studium vorbereitet wird.
Die Schule zeichnet sich durch ihr differenziertes Angebot, ihre Sozialarbeit und ihren Auftritt in der Öffentlichkeit aus. Sie arbeitet unter anderem mit der Erziehungsberatungsstelle, dem Jugendamt sowie dem Institut für Jugendhilfe der Stadt Duisburg zusammen. Schwerpunkt der Schulsozialarbeit ist eine Hilfe bei persönlichen oder familiären Krisen, Erziehungsberatung im Zusammenhang mit Schule und Vermittlung bei Konflikten zwischen Schülern, Lehrern und Eltern.
In der Sekundarstufe I werden die Fremdsprachen Englisch, Französisch, Latein und Türkisch unterrichtet. Die Sekundarstufe II erweitert den Bereich um die Fremdsprache Spanisch. Darüber hinaus werden Fächer wie Gesellschaftslehre, Hauswirtschaft, Textilgestaltung und Technik angeboten. Der Physikunterricht in der Oberstufe findet am nahe gelegenen Elly-Heuss-Knapp-Gymnasium statt. Ferner gibt es eine Schulband, einen Chor der Sekundarstufe I und die Möglichkeit, eine Mofa-Prüfbescheinigung zu erwerben. Im Schuljahr 2009/10 organisierte sich im Rahmen des Literaturunterrichts eine Theatergruppe, die am Ende des Schuljahres in der Aula Büchners Drama Woyzeck aufführte.

## Öffentliche Beachtung
Zusammen mit der Gründung der Schule entstand der Förderverein, der die schulische Arbeit mit finanziellen Mitteln und ideellen Hilfen unterstützt. In den Jahren 2001 bis 2004 gab es eine Schülerzeitung, deren Arbeit jedoch eingestellt wurde, weil die jährlich erscheinenden Abschlusszeitungen und Jahrbücher einen guten Einblick in das Schulleben ermöglichen.
Im Jahr 2003 führte die Schule unter dem Motto „Neumühl läuft zum Rio Negro“ einen Charity-Walk entlang der Emscher zum Duisburger Zoo durch, um die Unterbringung der Süßwasserdelfine im Zoo zu unterstützen. Im selben Jahr wurde ein Projekt in der Jugendbegegnungsstätte des Konzentrationslagers in Auschwitz gestartet, zu dessen Anlass jährlich eine Fahrt zur Gedenkstätte stattfindet.
Die Aktion Mensch stiftete der Schule im Schuljahr 2005/06 für die Mofa-AG mit dem Projekt „Mobil in Neumühl“ 5.000 Euro.
Im Oktober 2010 gab es einen weiteren Charity-Walk zum Duisburger Zoo. Mit der Hälfte des Erlöses wurde den Brillenbären im Zoo ein schöneres, moderneres Zuhause geschaffen. Die andere Hälfte nutzte die Schule, um ihre eigenen Projekte zu unterstützen.
Im Rahmen eines Projektes, das von der Rütgers-Stiftung unterstützt wird, begann im Februar 2012 der Umbau des Schulgartens zu einem Biotop mit einem großen Teich und Klassenzimmer im Freien. Im Juni 2012 gewann die Schule bei der Aktion „Bunt(d) für Duisburg“, bei der etwa 700 Schüler aus Duisburg selbstgemalte Bilder zu den Themen Umweltschutz und Müllvermeidung einreichten, aus denen vier Motive ausgesucht wurden, um diese auf weißen Müllfahrzeugen aufzubringen.

## IT am Standort Neumühl
Seit 2015 ist eine Arbeitsgemeinschaft aktiv, welche den IT ausbaut: u. a. WLAN-Ausbau, Computerraum Einrichtung, PC Reparaturen.

## Verweise